# 北海道登陸計畫
本條目介紹蘇聯在第二次世界大戰末期的1945年8月下旬企圖登陸佔領日本北海道，但最終未付諸實行的計畫。

## 背景與構想
1945年2月11日，蘇聯、英國和美國於「雅爾達會議」中確定了蘇聯將會在對德戰爭結束後三個月內加入對日戰爭，並能以此出兵換取後者在日俄戰爭中失去的權益、收回南薩哈林島（庫頁島）和佔領千島群島。1945年3月，蘇軍最高統帥部下令開始制定對日戰爭的計畫。在計畫過程中，蘇軍決議實施「滿洲戰略攻勢行動」對付當地的日本關東軍，也於南薩哈林島發起「南薩哈林攻勢行動」、對千島群島發起登陸作戰，而是否要登陸日本本土的北海道，蘇軍最高統帥部曾有過一番爭論。
在6月26日的會議上，基里爾·阿法納西耶維奇·梅列茨科夫元帥主張蘇軍要佔領北海道，不然無法保證對宗谷海峽和千島群島的控制權，中央政治局代表尼基塔·謝爾蓋耶維奇·赫魯雪夫也支持其意見，而尼古拉·阿列克谢耶维奇·沃兹涅先斯基、外長維亞切斯拉夫·米哈伊洛維奇·莫洛托夫和蘇聯武裝部隊副司令格奧爾基·康斯坦丁諾維奇·朱可夫元帥都反對此事，認為會引來美軍的反制行動，莫洛托夫指出奪取北海道將讓盟國有指責蘇聯嚴重違反《雅爾達密約》的口實，而朱可夫則將進攻北海道稱作「極為冒險之事」。直到會議最後，史達林只確認了若要進攻北海道需要至少4個師，其他就沒有再表示，也沒有作總結，北海道問題懸而未決；而1990年12月25日，日本《讀賣新聞》刊登了採訪蘇聯國防部戰史研究所所長德米特里·安東諾維奇·沃爾科戈諾夫上將的文章，後者提及蘇聯國防部中央文件檔案所的文件顯示，史達林在1945年對日開戰前就責成「遠東司令部」總司令亞歷山大·米哈伊洛維奇·華西列夫斯基「不僅要解放與滿洲相鄰的南薩哈林島、千島群島，還要佔領北海道的北半部」。
1945年4月5日，应英美于《雅爾達密約》中要求，蘇聯單方面宣佈，1941年簽署的《日蘇中立條約》在到期前8个月提前失效。同年5月8日，德國投降；8月9日，蘇聯跨越邊界进攻滿洲，開始了蘇日戰爭。8月11日，蘇聯遠東第2方面軍於北緯50度的庫頁島日蘇國境線發起「南薩哈林島戰役」。華西列夫斯基更要求蘇軍必須在8月25日前拿下南薩哈林島和包括新知島在內的千島群島北部，以為下一步奪取北海道做準備。

## 預備實施
8月10日，美国国务院、陆军部、海军部协调委员会举行会议，商讨一旦日本投降，应如何分配日战区受降事宜，尽管当时日本尚未决定无条件投降。会后确定在《雅爾達密約》框架下，向苏联提出将朝鲜半岛38度线南部改由美军占领。次日苏联表示同意。8月13日，杜魯門任命美國太平洋地區陸軍司令道格拉斯·麥克阿瑟上將為同盟國最高司令官，並授權後者有關盟國陸海空軍執行日本軍隊投降事務具備最高統帥的權威。隔日，美國將有關日本投降條款的《一般命令第一號》發給有關盟國，該命令中指定滿洲、北緯三十八度以北的朝鮮地區和庫頁島的日軍部隊應向蘇軍投降。8月15日日本天皇通过广播正式宣布了日本无条件投降。史達林於8月16日向對杜魯門提出兩點修正要求：

一、整個千島群島在內的日軍向蘇軍投降，並按照雅爾達會議的結果而應蘇聯佔有

二、北海道留萌—釧路以北區域由蘇聯佔領
史達林特別強調第二項條件，並稱「人們知道，在1919至1921年間日本佔領蘇聯的整個遠東地區。如果蘇聯軍隊在日本本土的任何部份沒有佔領區，國內輿論將會大嘩。」然而美國決定單獨占领日本本土，英、苏、法、中均无占领份额。8月18日，杜魯門回電同意史達林於雅爾達會議上已同意的前者，同時還額外要求千島群島中的一座島嶼可提供作為美軍海空基地使用，日裔美籍歷史學家長谷川毅称鑑於德國分裂的先例，美國決定遏止蘇聯對日本本土的佔領。杜魯門表示，盟軍的佔領工作由麥克阿瑟統一進行，其他同盟國軍隊（包括蘇軍）可以在其指揮下象徵性地佔領日本，但史達林又斷然拒絕。與此同時，蘇聯駐日代表庫茲馬·尼古拉耶維奇·傑列維揚科中將前往菲律賓馬尼拉拜訪麥克阿瑟，表示無論美國是否同意，蘇軍都將進駐留萌—釧路以北的北海道地區，並要求在東京分設蘇聯佔領區。
根據蘇聯解體後莫斯科中央檔案館公佈的文件顯示，儘管杜魯門當時拒絕了史達林的要求，後者還是向前線蘇軍指揮官發布占领北海道的命令。8月18日，華西列夫斯基命令遠東第1方面軍在9月1日前佔領北海道留萌—釧路以北區域及千島群島南部島嶼。占领計畫由蘇軍太平洋艦隊司令伊萬·斯塔潘諾維奇·尤馬舍夫制定，以華西列夫斯基於8月19日命令調度的遠東第1方面軍增援兵力——第87步兵軍為主力，準備其所屬的兩個步兵師用於攻佔北海道北部、一個師用於千島群島南部島嶼，空軍也提供1個殲擊航空兵師和1個轟炸機師予以支援，太平洋艦隊所屬第1潛艇艦隊也接獲於8月24日凌晨登陸北海道留萌港的命令——兩艘潛艦將載著120名登陸士兵、4門45公釐反戰車砲和能維持10天的糧食，從符拉迪沃斯托克出發，對留萌港進行試探性登陸，以牽制日軍後方衛戍部隊。

## 日軍於北海道的佈防

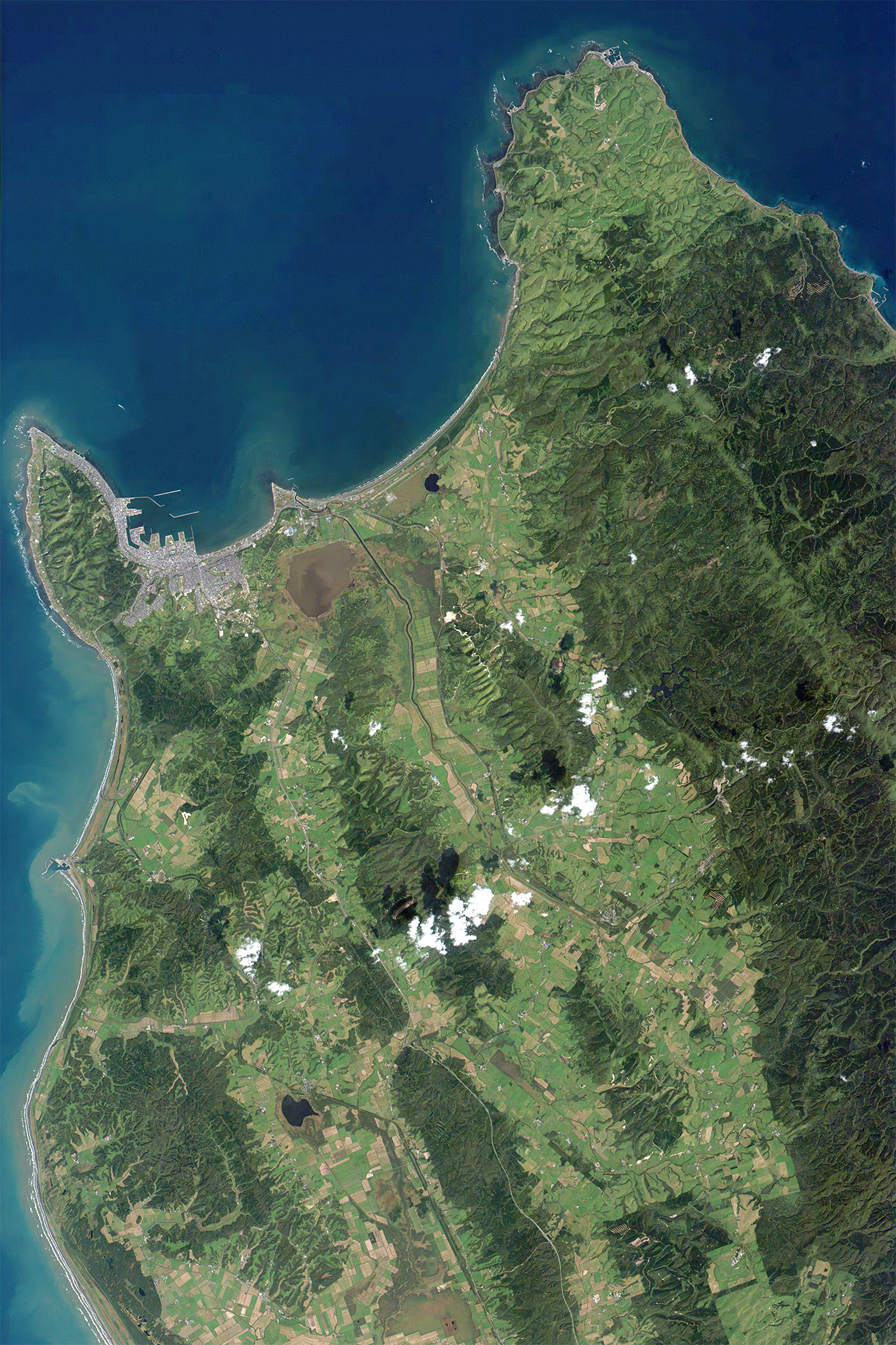
日本北海道稚內市（1945年時為宗谷村）的宗谷岬與「宗谷丘陵」，為蘇軍預定的主要登陸地點。

投降前日本在北海道佈署的主力是為本土決戰而組建的第5方面軍，司令部設置於札幌，司令官為樋口季一郎中將，除了北海道外，這支方面軍同時也負責南薩哈林島、千島群島的防務。樋口在蘇軍進攻南薩哈林島後做出以下判斷：一、未來威脅北海道的只可能是蘇軍，而非遠在沖繩的美軍；二、考慮到蘇軍的海運能力，他們只可能沿著陸路進攻；三、蘇軍若發起兩棲登陸只可能是佯攻或助攻；四、南薩哈林島的日蘇國境線上設有陣地，且日軍也佈署了3個大隊防守，因此認為大局仍有可為。基於上述，樋口放棄了迎擊美軍登陸的計畫，全力抵禦蘇軍，也將方面軍兵力只佈署一部份到南薩哈林島，主力則留在北海道。第5方面軍在北海道駐紮約11萬5,000人，其防禦態勢如下：
- 主力第7師團駐於道東地區，司令部設於帶廣，師團主力的第27和第28步兵聯隊分別駐於釧路與北見，各自用於對應可能從國後島方向和稚內、根室方向登陸的蘇軍，僅剩第26聯隊可充作預備隊
- 第42師團和宗谷要塞守備隊佈署於道北與宗谷地區
- 旭川師管區隊駐於道央與旭川地區
- 獨立混成第101旅團駐於苫小牧
- 津輕要塞守備隊防守道南津輕海峽地帶

儘管日軍在北海道駐紮相當之兵力，但其素質與士氣皆相當低落，物資也因為美軍的海上封鎖而短缺，實際上已成孤島。駐於稚內的第42師團部隊在天皇宣佈投降（見下）時發生混亂，甚至發生了其所屬的第130步兵聯隊中的兩個中隊除中隊長外全員逃跑的事件，第5方面軍司令部不得不將原屬宗谷要塞的第649步兵大隊加派給第42師團。北海道各地也陷入了蘇軍即將登陸的恐慌，沿海港口城市稚內的市民和從南薩哈林島疏散而來的難民圍了逃難而擠滿了火車站，札幌財政局也提早將每年配發給民家的米酒發放掉，免得到時被蘇軍酒后洗劫。
8月15日，日本天皇裕仁透過無線電廣播發表《終戰詔書》，宣布日本投降。8月16日上午，第5方面軍司令部傳來了大本營發布的「第1382號大陸令」，命令停止與盟軍戰鬥，但第5方面軍司令部依舊在當天下午向正在南薩哈林島作戰的第88師團下達要求「戰鬥到最後一人」的命令，戰後樋口季一郎的女婿橋本嘉方稱「樺太、千島之戰是為了保衛北海道，為美軍的進駐爭取時間」，而事實上當時蘇軍也確實集結於大泊準備發起對北海道的進攻。8月19日，大本營再度命令第5方面軍停火，同蘇軍談判。隔日，第5方面軍撤銷先前發布的指示，命令第88師團停火並解除武裝。

## 登陸取消

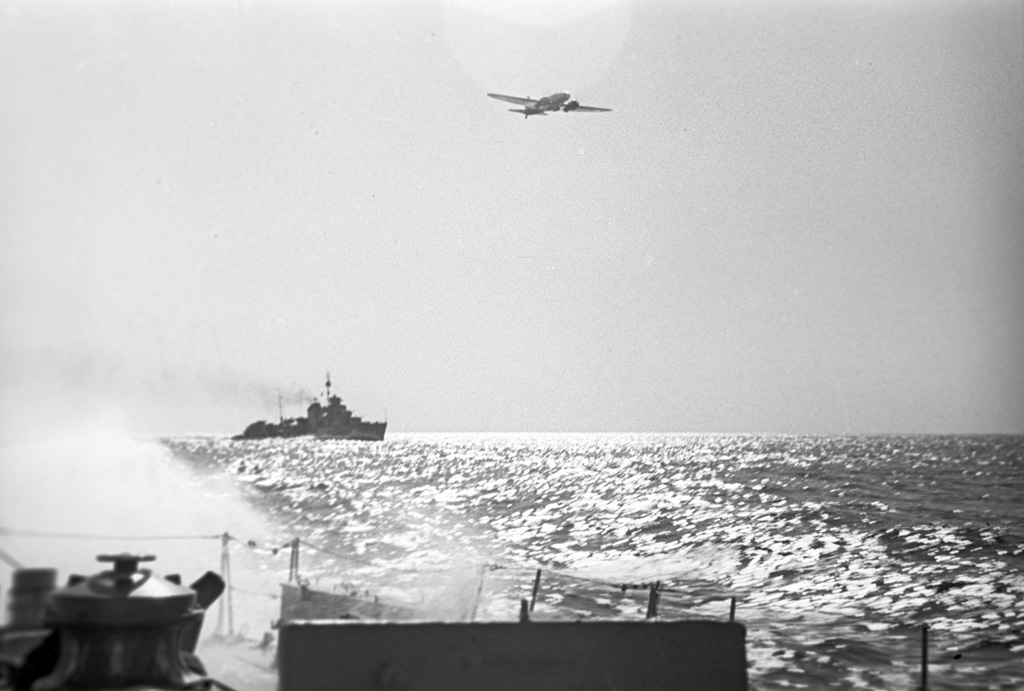
對日戰爭期間的蘇軍太平洋艦隊。

8月20日，蘇軍總參謀長阿列克謝·因諾肯季耶維奇·安托諾夫向華西列夫斯基發出史達林的命令，指示「遠東司令部」指揮官「準備北海道和南千島群島的行動，但只能在最高統帥部發出特別命令時展開此行動……（中略）克斯諾方托夫的第87步兵軍應集中於薩哈林島南部，為北海道和南千島群島南部的作戰做好準備。」8月21日，華西列夫斯基發出命令，指示第87步兵軍展開對真岡的登陸作戰，並集結到大泊以準備登陸北海道。遠東第1和第2方面軍、太平洋艦隊和空軍各指揮官也被命令在留萌的港口和城市發起空降作戰，並在8月23日前令當地的機場恢復到可以使用的狀態，以便後續佔領北海道北部區域的行動。尤馬舍夫也被指示準備以兩到三個梯次輸送至少2個步兵師到北海道。華西列夫斯基特別強調，北海道登陸作戰開始將由其親自下令開始，但所有準備工作要在24日前完成。8月22日，蘇軍佔領了真岡郊外的小能登呂機場，作為北海道登陸作戰空降部隊的預備起降機場。
然而史達林自18日收到杜魯門的回覆後一直在權衡占领北海道的利弊，與此前僅花一天時間回覆的情況不同，史達林在8月22日才回覆杜魯門（花了四天），以帶有譴責性質的語氣拒絕了後者對千島群島作為海空基地的要求。這時史達林出於不明的理由，逐漸放棄了登陸北海道的企圖。日本大本營對蘇軍登陸北海道的意圖很清楚，於8月24日並向馬尼拉的麥克阿瑟發出緊急信息：「根據莫斯科的廣播報導，蘇聯將派遣空降部隊登陸北海道」，至此美軍才獲悉蘇聯準備占领北海道，於當天和9月4日派遣第11航空隊的兩架B-24轟炸機偵查千島群島，以查明其登陸意圖，但因蘇軍戰鬥機起飛攔截，美機不得不回航。
8月24日下午五點，華西列夫斯基命令尤馬舍夫「在未得到許可前北海道登陸作戰待命。第87步兵軍的運輸繼續，探討可否將該軍團先遣部隊從南薩哈林島運往千島」，不久，「遠東司令部」參謀長謝苗·帕夫洛維奇·伊萬諾夫又向各指揮官發出命令：「為避免與盟軍產生糾紛和誤解，絕對禁止在北海道方向派遣任何艦艇和飛機」。史達林也指示傑列維揚科放棄蘇聯在北海道和東京的佔領要求，也在隔天告訴美國駐蘇聯軍事代表團團長約翰·R·迪恩少將：「（登陸）北海道不在（蘇聯）總參謀部的計畫之中」。至此，蘇聯對北海道的登陸計畫已被放棄，將重心轉向進行中的千島群島登陸戰。

## 評論
美國軍事歷史學家大衛·M·葛蘭茨指出，如同同盟國在波茲坦會議為遠東戰役進行的秘密交易，蘇聯對北海道的進攻計畫長年來無人所知，直到近期解密檔案才公諸於世，他也提及現代俄羅斯學者主張史達林之所以放棄登陸北海道是為了避免再造成「無謂的生命損失」和與同盟國發生衝突，葛蘭茨則認為原因是多方面的，包括受到盟國的壓力、蘇軍在南薩哈林島作戰遭逢困難、難以保障對北海道的部隊運輸作業等。而若史達林真的佔領了部份或全部北海道領土，日本將會變成如同中歐的冷戰兩大陣營對峙的中心點，且多種勢力分割佔領日本也必定會損害其戰後的恢復。
拓殖大學日本文化研究所客座教授濱口和久認為因為樋口中將在占守島頑強的抵抗才使得北海道免於被蘇軍登陸的命運，若非如此，北海道肯定將為蘇軍所佔領，蘇軍也必定會重演滿洲和南庫頁島的搶劫和強姦暴行、平民青年也將被帶到西伯利亞作苦力、北海道也勢必會成立一個如同北韓或東德的共產主義獨裁國家，同一個民族也將會變成以津輕海峡隔海對峙的分裂局面。長谷川認為，史達林因為沒能佔領北海道，因此不惜違反「波茨坦公告」，發布國防委員會第9898令，將超過64萬日軍戰俘送去西伯利亞強制勞動，以彌補勞動力來源。
根據卡迪夫大學國際關係研究所教授謝爾蓋·拉青格（Sergey Radchenko）的說法，史達林被迫放棄登陸北海道某種程度上是在杜魯門施放原子彈的壓力下，為彌補已經瀕臨破裂的美蘇關係而不得不為的妥協。只是史達林對未能佔領北海道一直耿耿於懷，如1945年10月美國駐蘇大使威廉·埃夫里爾·哈里曼與史達林見面時便聽其抱怨蘇聯不想僅在日本扮演有如「家具」般的象徵性角色，後者甚至還在杜魯門於18日送出的拒絕信上，將杜魯門姓氏前面的「總統」頭銜用筆劃掉。

## 註腳
1. 1 2  Glantz（2003年），第301页
2. ↑  Slavinsky & Erickson（1993年），第98页
3. ↑  Hasegawa（2005年），第116页
4. 1 2  賽世平（2013年），第55-56页
5. ↑  李凡（2005年），第181-182页
6. 1 2 3  Hasegawa（2005年），第268页
7. 1 2  Nimmo（2001年），第237页
8. ↑  水津満（1979年），第120页
9. 1 2  Hasegawa（2005年），第271页
10. 1 2 3 4  Radchenko（2015年）
11. 1 2  賽世平（2013年），第56页
12. 1 2 3  賽世平（2013年），第58页
13. ↑  Glantz（2003年），第80页
14. 1 2  賽世平（2013年），第57页
15. 1 2 3  Hasegawa（2005年），第256页
16. ↑  Hasegawa（2005年），第271-272页
17. 1 2  賽世平（2013年），第59页
18. 1 2  Hasegawa（2005年），第273页
19. 1 2  Hasegawa（2005年），第274页
20. ↑  賽世平（2013年），第60页
21. ↑  Glantz（2003年），第304页
22. ↑  Hasegawa（2005年），第275页
23. ↑  Glantz（2003年），第305-306页
24. ↑  濱口和久（2014年）